# Raymond Rouleau
Raymond Rouleau (4 de junio de 1904 – 11 de diciembre de 1981) fue un actor y director teatral y cinematográfico belga.

## Biografía
Nacido en Bruselas, Bélgica, su verdadero nombre era Edgar Rouleau. Tras estudiar en el Conservatorio Real de Bruselas, viajó a París, Francia, donde trabajó junto a Antonin Artaud y Charles Dullin. En la década de 1930 empezó a dedicarse al cine, colaborando con Marc Allégret y Georg Wilhelm Pabst.
Durante la Segunda Guerra Mundial se alistó voluntariamente el 24 de mayo de 1940, sirviendo en Sanidad. Fue hecho prisionero en 1940 y recibió la Cruz de Guerra.
Cofundador de la École du Comédien junto a Jean-Louis Barrault y Julien Bertheau, desde 1944 a 1951 dirigió el Teatro de l'Œuvre acompañando a Lucien Beer. Fue el primer gran actor en ver la ilustre carrera del dialoguista Michel Audiard, interpretando al periodista Georges Masse en los filmes escritos por Audiard y dirigidos por André Hunebelle Mission à Tanger (1949), Méfiez-vous des blondes (1950) y Massacre en dentelles (1951). Según Michel Audiard, Raymond Rouleau era un actor que no discutía, pero que era muy exigente, lo cual motivó que no rodara demasiados títulos pasada la década de 1950.
En 1958 fue cofundador, junto a André Barsacq, Jean Mercure y Jean-Louis Barrault, de la asociación teatral «Nouveau Cartel».
Raymond Rouleau estuvo casado con las actrices Tania Balachova, Françoise Lugagne y Françoise Crémieux. Fue el padre de Philippe Rouleau y Fabrice Rouleau, ambos nacidos de su unión con Françoise Lugagne. El cineasta falleció en París en 1981.

## Filmografía

### Director
| - 1931 : Une idylle à la plage - 1932 : Suzanne - 1933 : Une vie perdue - 1936 : Rose - 1937 : Trois, six, neuf - 1937 : Le Messager - 1946 : Le Couple idéal, con Bernard-Roland (dirección) | - 1956 : Les Sorcières de Salem - 1962 : Les Amants de Teruel - 1967 : Hedda Gabler - 1972 : Ruy Blas - 1974 : Le tour d'écrou - 1975 : Ondine |

### Actor
| - 1928 : L'Argent, de Marcel L'Herbier - 1929 : Autour de l'argent, de Jean Dréville - 1930 : Ce soir à huit heures, de Pierre Charbonnier - 1931 : Une idylle à la plage, de Henri Storck - 1932 : Suzanne, de Léo Joannon y Raymond Rouleau - 1932 : La Femme nue, de Jean-Paul Paulin - 1932 : Le Jugement de minuit, de Alexander Esway y André Charlot - 1933 : Une de perdue, de Raymond Rouleau - 1933 : Volga en flammes, de Victor Tourjansky, con Danielle Darrieux - 1934 : Vers l'abîme, de Hans Steinhoff y Serge Veber - 1935 : Les Beaux Jours, de Marc Allégret - 1936 : Donogoo, de Reinhold Schünzel y Henri Chomette - 1936 : Le Cœur dispose, de Georges Lacombe - 1936 : Trois...six...neuf - 1936 : Rose - Les quatre roues de la fortune - 1937 : Le Messager - 1937 : L'Affaire Lafarge, de Pierre Chenal - 1938 : Conflit, de Léonide Moguy - 1938 : Le Drame de Shanghaï, de Georg Wilhelm Pabst, con Louis Jouvet - 1939 : Coups de feu, de René Barberis - 1939 : Le Duel, de Pierre Fresnay - 1940 : Documents secrets, de Léo Joannon - 1941 : Premier bal, de Christian-Jaque - 1941 : Mam'zelle Bonaparte, de Maurice Tourneur - 1941 : L'Assassinat du père Noël, de Christian-Jaque - 1942 : La Femme que j'ai le plus aimée, de Robert Vernay - 1942 : Dernier Atout, de Jacques Becker - 1942 : L'Honorable Catherine, de Marcel L'Herbier - 1942 : Monsieur de Lourdines, de Pierre de Hérain | - 1942 : Etoiles de demain, de René Guy-Grand - 1943 : Le Secret de Madame Clapain, de André Berthomieu - 1943 : L'aventure est au coin de la rue, de Jacques Daniel-Norman - 1944 : Falbalas, de Jacques Becker - 1945 : Le Couple idéal, de Bernard-Roland - 1946 : Dernier Refuge, de Marc Maurette - 1947 : Vertiges, de Richard Pottier - 1947 : L'aventure commence demain, de Richard Pottier, con Isa Miranda - 1947 : Une grande fille toute simple, de Jacques Manuel - 1948 : L'Inconnu d'un soir, de Max Neufeld y Hervé Bromberger - 1949 : Mission à Tanger, de André Hunebelle - 1950 : Les femmes sont folles, de Gilles Grangier - 1950 : Méfiez-vous des blondes, de André Hunebelle - 1951 : Ma femme est formidable, de André Hunebelle - 1951 : Vedettes sans maquillage, de Jacques Guillon - 1951 : Devoirs de vacances, de Jean-Jacques Delafosse - 1951 : Tapage nocturne, de Marc-Gilbert Sauvajon - 1952 : Saint-Tropez, devoir de vacances, de Paul Paviot - 1952 : Massacre en dentelles, de André Hunebelle - 1952 : Brelan d'as, de Henri Verneuil, en el sketch Le Mort dans l'ascenseur - 1952 : Il est minuit, Docteur Schweitzer, de André Haguet - 1954 : Les Intrigantes, de Henri Decoin - 1956 : Une fille épatante, de Raoul André - 1957 : Les Sorcières de Salem, de Raymond Rouleau - 1958 : Le Fric, de Maurice Cloche - 1962 : Les Amants de Téruel - 1964 : La Cité de l'indicible peur, de Jean-Pierre Mocky - 1965 : Deux heures à tuer, de Yvan Govar |

## Teatro

### Autor
- 1929 : L'Admirable Visite, de Raymond Rouleau, escenografía de Charles Dullin, Teatro de l'Œuvre

### Adaptador
- 1939 : Virage Dangereux, de J. B. Priestley, Teatro de l'Œuvre (coadaptador)
- 1941 : Les Jours de notre vie, de Leonid Andréyev
- 1952 : Anna Karénine, a partir de León Tolstói, Teatro de la Renaissance[2]
- 1959 : La Descente d'Orphée, a partir de Tennessee Williams, Théâtre de l'Athénée[3]
- 1981 : Thérèse Raquin, a partir de Emile Zola, Teatro de Boulogne Billancourt

### Actor
- 1931 : Amitié, de Michel Duran, escenografía de Raymond Rouleau, Teatro du Marais Bruxelles
- 1937 : Les Indifférents, de Alberto Moravia, escenografía de Paulette Pax, Teatro de l'Œuvre
- 1937 : La ópera de los tres centavos, de Bertolt Brecht, escenografía de Francesco von Mendelssohn, Raymond Rouleau, Teatro de l'Étoile
- 1938 : Virage dangereux, de J. B. Priestley, Teatro Pigalle
- 1940 : Le Loup-Garou, de Roger Vitrac, escenografía de Raymond Rouleau, Teatro des Noctambules
- 1944 : Virage dangereux, de J. B. Priestley, Teatro de l'Œuvre
- 1947 : Virage dangereux, de J. B. Priestley, Teatro de l'Œuvre
- 1947 : Rue des anges, de Patrick Hamilton, adaptación de Louis Verneuil, escenografía de Raymond Rouleau, Teatro de París
- 1948 : Le Voleur d'enfants, de Jules Supervielle, Teatro de l'Œuvre
- 1949 : Le Sourire de la Joconde, de Aldous Huxley, Teatro de l'Œuvre
- 1950 : La neige était sale, de Frédéric Dard a partir de Georges Simenon, Teatro de l'Œuvre
- 1955 : Pour le meilleur et le pire, de Clifford Odets, Teatro des Mathurins
- 1958 : Virage dangereux, de J. B. Priestley, Teatro Edouard VII, Teatro Michel
- 1961 : Los papeles de Aspern, de Michael Redgrave a partir de Henry James, adaptación de Marguerite Duras, Robert Antelme, escenografía de Raymond Rouleau, Teatro des Mathurins
- 1963 : Le Fil rouge, de Henry Denker, Théâtre du Gymnase Marie-Bell
- 1966 : Hier à Andersonville, de Alexandre Rivemale, Teatro de París
- 1968 : Dialogues d'exilés, de Bertolt Brecht, escenografía de Tania Balachova, Teatro des Mathurins

### Director
- 1931 : Amitié, de Michel Duran, Théâtre du Marais Bruxelles
- 1932 : Amitié, de Michel Duran, Teatro des Nouveautés
- 1932 : La Fleur des Pois, de Edouard Bourdet, Teatro de la Michodière
- 1932 : Le Mal de la Jeunesse, Teatro de l'Œuvre y Teatro de los Campos Elíseos
- 1934 : L'Homme, de Denys Amiel, Teatro Saint-Georges
- 1934 : Les Races, de Bruckner, Teatro de l'Œuvre
- 1934 : Les Frénétiques, de Armand Salacrou, Teatro Daunou
- 1935 : Sérénade à trois, de Noël Coward, Nouvelle Comédie
- 1937 : Altitude 3200, de Julien Luchaire, Teatro de l'Étoile
- 1937 : La ópera de los tres centavos, de Bertolt Brecht, dirección con Francesco von Mendelssohn, Teatro de l'Étoile
- 1938 : Virage dangereux, de J. B. Priestley, Teatro Pigalle
- 1939 : Británico, de Jean Racine, Théâtre du Gymnase Marie-Bell
- 1939 : Peau Neuve, de Jean-Bernard Luc, Teatro de l'Œuvre
- 1940 : Le Loup-Garou, de Roger Vitrac, Teatro des Noctambules
- 1940 : Santa Juana, de George Bernard Shaw, Teatro de l'Avenue
- 1941 : Mon Royaume est sur la Terre, de Jean-François Noël, Teatro Hébertot
- 1941 : La Machine à écrire, de Jean Cocteau, Teatro Hébertot
- 1941 : Les Jours de notre vie, de Leonid Andréyev, Teatro Saint-Georges
- 1942 : Le Survivant, de Jean-François Noël, Teatro de los Campos Elíseos
- 1944 : A puerta cerrada, de Jean-Paul Sartre, Théâtre du Vieux-Colombier
- 1944 : Virage dangereux, de J. B. Priestley, Teatro de l'Œuvre
- 1946 : Les Vivants, de Henri Troyat, Théâtre du Vieux-Colombier
- 1946 : Bonne Chance Denis, de Michel Duran, Teatro de l'Œuvre
- 1946 : A puerta cerrada, de Jean-Paul Sartre, Teatro de la Potinière
- 1947 : Virage dangereux, de J. B. Priestley, Teatro de París
- 1947 : Rue des anges, de Patrick Hamilton, adaptación de Louis Verneuil, Teatro de París
- 1948 : Le Voleur d'enfants, de Jules Supervielle, Teatro de l'Œuvre
- 1949 : Le Sourire de la Joconde, de Aldous Huxley, Teatro de l'Œuvre
- 1949 : Un tranvía llamado Deseo, de Tennessee Williams, adaptación de Jean Cocteau, Teatro Edouard VII
- 1950 : La neige était sale, de Frédéric Dard a partir de Georges Simenon, Teatro de l'Œuvre
- 1951 : Dominique et Dominique, de Jean Davray, Teatro Michel
- 1951 : Ana Karenina, de Raymond Rouleau a partir de León Tolstói, Teatro de la Renaissance
- 1951 : Gigi,[4] de Anita Loos a partir de Colette, Teatro Fulton en el circuito de Broadway
- 1952 : Quarante et quatre, de Jean Davray, Teatro Michel
- 1954 : Las brujas de Salem, de Arthur Miller, adaptación de Marcel Aymé, Teatro Sarah Bernhardt
- 1955 : Pour le meilleur et le pire, de Clifford Odets, Teatro des Mathurins
- 1956 : Cyrano de Bergerac, de Edmond Rostand, Teatro Sarah Bernhardt
- 1958 : Virage dangereux, de J. B. Priestley, Teatro Edouard VII, Teatro Michel
- 1958 : Nous entrerons dans la carrière, de René Catroux, Teatro Edouard VII
- 1959 : La Descente d'Orphée, de Tennessee Williams, Théâtre de l'Athénée
- 1959 : Carmen, de Georges Bizet, Ópera Garnier
- 1961 : Los papeles de Aspern, de Michael Redgrave a partir de Henry James, adaptación de Marguerite Duras, Robert Antelme, Teatro des Mathurins
- 1960 : Ruy Blas, de Victor Hugo, Comédie-Française
- 1962 : Hedda Gabler, de Henrik Ibsen, Teatro Montparnasse
- 1963 : Et jusqu'à Béthanie, de Jean Giraudoux, Teatro Montparnasse
- 1963 : Le Fil rouge, de Henry Denker, Théâtre du Gymnase Marie-Bell
- 1963 : Des clowns par milliers, de Herb Gardner, adaptación de Jean Cosmos, Théâtre du Gymnase Marie-Bell
- 1964 : Lorenzaccio, de Alfred de Musset, Teatro Sarah Bernhardt
- 1965 : Las aves, de Aristófanes, Teatro Sarah Bernhardt
- 1965 : Notre petite ville, de Thornton Wilder con la comunidad teatral del Teatro de l'Epée de Bois
- 1966 : Hier à Andersonville, de Alexandre Rivemale a partir de Saül Levitt, Teatro de París
- 1966 : Seule dans le noir, de Frédéric Knott, adaptación de Raymond Castans, Teatro Édouard VII
- 1967 : Noir sur blanc, de Brice Parain, Teatro des Mathurins
- 1968 : Notre petite ville, de Thornton Wilder, adaptación de Jean Mauclair, Teatro Hébertot
- 1968 : Les Yeux crevés, de Jean Cau, Théâtre du Gymnase Marie-Bell
- 1969 : Le Prix, de Arthur Miller, adaptación de Thierry Maulnier, Teatro Montparnasse
- 1969 : Bodas de sangre, de Federico Garcia Lorca, Teatro des Célestins
- 1970 : Hadrien VII, de Peter Luke, adaptación de Jean-Louis Curtis, Teatro de París
- 1970 : Au théâtre ce soir : Le Mari, la Femme et la Mort, de André Roussin, dirección de Pierre Sabbagh, Teatro Marigny
- 1970 : El Sueño, de August Strindberg, adaptación de Maurice Clavel, Comédie-Française
- 1970 : Une fille dans ma soupe, de Terence Frisby, adaptación de Marcel Moussy, Teatro de la Madeleine
- 1970 : Malatesta, de Henry de Montherlant, Comédie-Française
- 1971 : Ruy Blas, de Victor Hugo, Comédie-Française en el Teatro del Odéon
- 1972 : Au théâtre ce soir : Un marido ideal, de Oscar Wilde, dirección de Pierre Sabbagh, Teatro Marigny
- 1973 : Au théâtre ce soir : La Tête des autres, de Marcel Aymé, dirección de Georges Folgoas, Teatro Marigny
- 1973 : Enrique IV, de Luigi Pirandello, Comédie-Française
- 1974 : Ondina, de Jean Giraudoux, Comédie-Française
- 1976 : Le Verre d'eau, de Eugène Scribe, Comédie-Française
- 1978 : La Nuit des tribades y La Plus Forte, de Per Olov Enquist y August Strindberg, Teatro de París
- 1978 : Hôtel particulier, de Pierre Chesnot, Teatro de París
- 1979 : La Fraicheur de l'aube, de Herb Gardner, Théâtre de l'Athénée
- 1981 : Thérèse Raquin, de Émile Zola, Teatro de Boulogne-Billancourt